# Aaron Meijers
Aaron Meijers (* 28. Oktober 1987 in Delft, Südholland) ist ein niederländischer Fußballspieler, der auf der Position des Mittelfeldspielers spielt. Er ist in der Eredivisie für ADO Den Haag aktiv. Vorher spielte er für RKC Waalwijk und den FC Volendam.